# Unio
Unio è un genere di molluschi bivalvi della famiglia Unionidae.

## Descrizione
Gli unio, come tutti gli unionini, maturano tra i 2 e i 3 anni di età e vivono in genere 30 anni, anche se durate superiori sono state osservate alle latitudini più settentrionali. La stagione riproduttiva va generalmente da aprile ad agosto. Le larve, chiamate glochidi, di dimensione di circa 200 micrometri, hanno forma triangolare e sono dotate un uncino con cui agganciarsi alle branchie del pesce ospite.

## Specie
- Unio cariei †[1][2]
- Unio crassus Philipsson, 1788
- Unio mancus Lamarck, 1819
- Unio elongatulus C. Pfeiffer, 1825
- Unio pictorum Linnaeus, 1758
- Unio tumidus
- Unio turtoni
- Unio valentianus Rossmässler, 1854